# Østermarie
Østermarie er en by på det nordøstlige Bornholm med 479 indbyggere  (2024), beliggende 10 km syd for Gudhjem, 8 km vest for Svaneke og 21 km øst for Rønne. Byen ligger i Bornholms Regionskommune, der hører til Region Hovedstaden.

## Kirken
Byen hører til Østermarie Sogn. I byens sydøstlige udkant ligger Østermarie Kirke, som er opført i 1891 ved siden af ruinen af den gamle kirke fra omkring 1225. Det er en korskirke, som kan rumme 400 personer. Den anvendes til koncerter af både KulturBornholm og Bornholms Musikfestival. Mange af byens æreskunstnere har givet koncert i den.

## Faciliteter
Det gamle plejehjem over for kirken er omdannet til Vores Folkekøkken, der drives af ca. 100 frivillige og er et udviklingssted med fokus på mad. Det rummer et undervisningskøkken til 20-24 personer, mødelokaler, en større festsal og adskillige værelser, der udlejes med morgenmad i forbindelse med arrangementer og bl.a. kan huse en lejrskole.
Østermarie Idrætsforening har boldbaner ved skolen.
Fra byens nyrenoverede centrum går der bus til de fleste byer på Bornholm.

## Historie

### Oldtidsfund
På kirkegården ses fire runestene. På Nationalmuseet findes desuden Østermarie-alfabetstenen, som er fundet ved Jessegård 3½ km syd for Østermarie og er den eneste danske runesten, der er beskrevet med runer i det latinske alfabets rækkefølge. Ikke langt fra Jessegård er der fundet et intakt relikviekors og betalingssølv fra Middelalderen.

### Gildeslav
På Bornholms Museum findes Østermarie Gildeslaugs protokol. Østermarie Søndre Gildeslaug eksisterer takket være etatsrådinde Marie Kofoed. Det hører til Bornholms ældste, indstiftet 1259, men med rødder i vikingetid og tidlig middelalder. Det var en gensidig forsikring i urolige tider. Den ældste bevarede skrå (vedtægt) er fra 1554, og medlemmerne er ejere af gårde syd for Gyldensåen med gårdnumre fra 1616.[kilde mangler]

### Skoler
Østermarie gamle Kirkeskole, der var Bornholms første sogneskole, blev med tilskud fra Marie Kofoed opført i 1825. Sognet fik også en Nordre Skole i 1850 og en Østre Skole i 1857. I 1880 blev der opført pogeskoler i Åløse og Dalslunde; de blev nedlagt i 1908, hvor der blev bygget ny skole i Gadeby. Samme år fik Nordre Skole en tilbygning, og den gamle kirkeskole på Kirkeskolevej blev afløst af en ny i Præstegaden. I 1955 blev de 4 skoler afløst af centralskolen på Almindingensvej. Den var beregnet til syv klasser, men under byggeriet vedtog man, at den også skulle rumme mellemskole med fire klasser og realafdeling. Derfor blev der frem til 1966 stadig brug for kirkeskolen fra 1908. Siden 1996 har den været Fru Petersens Café.
Østermarie har også haft en friskole, startet af Luthersk Missionsforening i 1888.
På den nedlagte Østermarie Folke- og Realskole blev alle regionskommunens specialskole-afdelinger samlet i 2011, fra 2014 under navnet Heldagsskolen. Den er kommunens skole- og fritidstilbud til elever med sociale og emotionelle vanskeligheder samt elever med en autisme spektrum diagnose, ADHD og lignende vanskeligheder. Den har 58 elever.

### Byens start
I november 1870 blev Bornholms Højskole indviet i den bygning, hvor Dagli'Brugsen nu ligger. Martin Andersen Nexø gik på højskolen og var med til at bygge byens nye kirke. Højskolebygningen blev i 1893 solgt til andelsbevægelsen, som oprettede Østermarie Brugsforening.
Høker Fuglsang byggede "Godthåb" i 1883, og her blev oprettet brevsamlingssted med poststemplet "Godthåb", der blev byen Østermaries første officielle navn.
Skræddermester og senere hotelejer Peter Mortensen regnes som byens grundlægger. Han byggede omkring 1891 "Ågårdshus", senere "Kirkekilde" og sidst i 1890'erne "Villa Godthåb". I 1903 byggede Peter Mortensen det første Østermarie Hotel, hvor han i 1904 fik installeret telefoncentral. Hotellet blev et centralt led i byens udvikling i de følgende år, hvor udviklingen tog stærk fart, hvilket ikke mindst skyldtes stiftelsen af Østermarie Håndværkerforening i 1904. Der er ikke længere hotel, stedet hedder nu Mariehuset og har cafe, grillbar og selskabslokaler, hvor byens mange foreninger stadig kan mødes. 17. maj 2017 blev husets store sal indviet som "Knud Rasmussens Festsal" – keramikeren Ulla Dybeck, der bor i huset, er Knud Rasmussens barnebarn.

### Jernbanen
Østermarie havde station på Gudhjembanen (1916-52). Stationen kunne ikke hedde Godthåb, for det navn var optaget af Godthåb Station på Hvalpsundbanen – og af Grønlands hovedby, hvor mange breve var havnet. Stationen havde megen godstrafik, især til brugsforeningen, som havde eget sidespor. Der var også kreaturfold med siderampe.
Østermarie Station kunne være blevet jernbaneknudepunkt, idet den store jernbanelov fra 1918 indeholdt en jernbane fra Nexø over Ibsker og Svaneke til Østermarie. Som de fleste andre projekter i loven blev denne bane dog ikke anlagt.
Stationsbygningen, der blev opført i 1915 og er tegnet af Kay Fisker og Aage Rafn, er bevaret på Godthåbsvej 59 i byens nordlige ende. Efter nedlæggelsen af banen var der i en årrække posthus i stationsbygningen, men denne funktion er overgået til Brugsen. Stationsbygningen ejes nu af keramiker Anne Stougård, som har værksted og udstilling i det fredede hus.

## Kultur
Siden 2005 har mange kunstnere og kunsthåndværkere åbnetnye værksteder og butikker er åbnet i sognet siden 2005. I 2007 åbnede et zenbuddhistisk kloster på Egely 2 km uden for Østermarie. Haven og markerne omkring Egely er nu tilplantet med mange bambus-sorter. I 2009 blev violinisten Philippe Benjamin Skow og sopranen Julie Reumert knyttet til Østermarie som artists in residence. Elizabeth Løvegals Brændesmark Urtegård på grænsen til Svaneke leverer råvarer til hendes skønhedsmidler.
Hvert år afholdes musikfestivallen Festspillene i Østermarie.
Lige vest for byen ligger Fru Petersens Café i en bygning tegnet af Mathias Bidstrup. Den fungerede oprindeligt som skole og har været café siden 1997.

## Specielle vejnavne
Østermarie har det officielle vejnavn Rosenørns Allé, hvor Østermarie Amatørradioklubs karakteristiske gamle klubhus ligger. Navnet er inspireret af alleen på Frederiksberg, hvor Danmarks Radio havde til huse i mange år.
Carsten Seeger begyndte i 1995 at udnævne årets æreskunstner i Østermarie. I 2000 stiftede han sammen med sin hustru Kirsten Olstrup Seeger foreningen KulturBornholm, der overtog kåringen af æreskunstnere. De får opkaldt en vej el. lign. efter sig – tit med sproglig underfundighed. Der bliver opsat og indviet blå gadeskilte, men navngivningen kan selvfølgelig kun være uofficiel, da navngivning af veje i Danmark er kommunernes ansvar og i øvrigt følger den regel, at der ikke bør navngives efter nulevende personer. De navngivne steder ligger på privat grund. Seeger søgte i 1999 officiel anerkendelse af vejnavnet Victor Borges Genvej (inspireret af hans berømte udtalelse "Et smil er den korteste vej mellem to mennesker"). Victor Borge var selv med på ideen, men formanden for Allinge-Gudhjem Kommunes tekniske udvalg fandt den ikke morsom, så den blev ikke til noget, heller ikke efter Borges død året efter.

### Æreskunstnere og deres veje
1. 1995 Henning Moritzens Allé
2. 1996 Ghita Nørbys Runddel
3. 1997 Bodil Udsens Plads
4. 1998 Ebbe Rodes Aveny
5. 1999 Aage Hauglands Gyde
6. 2000 Tina Kibergs Sti
7. 2001 Svend Asmussens Sving
8. 2002 Jesper Kleins Banegaardsplads
9. 2003 Sigurds Bjørnesti
10. 2003 Gitte Hænnings Strandallé
11. 2004 John Hahn-Petersens Boulevard
12. 2005 Palle Hulds Hulvej
13. 2005 Benny Andersens Boldgade
14. 2006 Søren Hauch-Fausbølls Terrasse
15. 2007 Flemming Flindts Svanesø
16. 2008 Per Arnoldis Vej
17. 2008 Seamus Heaney Stræde
18. 2009 Stig Fogh Andersens Pavillon
19. 2010 Bent og Lars Ulrik Mortensens Overgang
20. 2011 Niels Jørgen Riis' Gjâre
21. 2012 Gitta-Maria Sjöbergs Gang
22. 2012 Klaus Brinchs Brink
23. 2013 René Dif Gade
24. 2014 Prinsgemalens Jagtvej
25. 2015 Claude Chichons Salon
26. 2016 Bjarke Mogensens Trækrute
27. 2017 Henrik Koefoeds Oase
28. 2018 Søren Pilmark: Pilmarken 2-4-8

- Wikimedia Commons har flere filer relateret til Æreskunstnerveje i Østermarie

## Tidszone
Ved Almindingensvej 54 i den vestlige udkant af Østermarie, hvor vejen passerer en bæk, ligger meridianen 15° Ø, hvis lokaltid bestemmer normaltiden i den centraleuropæiske tidszone (CET). Der står solen altså i stik syd, når klokken er 12 – dog kun når der er normaltid, ikke når der er sommertid, og strengt taget kun to gange om året, da et døgn på 24 timer er beregnet som et statistisk gennemsnit.

## Galleri
- Brugsen på Torvet, oprindeligt højskole
- Mariehuset på Torvet, det tidligere hotel
- Fru Petersens Cafe (kirkeskolen fra 1908)
- Børnehuset Mariehønen